# Gioachino Testa
Gioachino Testa (Asti, 1771 – Asti, 3 agosto 1797) è stato un avvocato e patriota italiano, prese parte ai moti rivoluzionari che diedero origine alla Repubblica Astese del 1797.

## Biografia
Conseguì la licenza superiore il 16 giugno 1791 e si laureò in Legge il 18 maggio 1792 presso l'Università di Torino. Negli anni universitari visse presso il Collegio delle Provincie, che ospitava gli studenti meritevoli ma non benestanti.
Già a 26 anni divenne membro del Consiglio Comunale di Asti.
Nel luglio del 1797, in seguito alla prima guerra d'Italia di Napoleone,  dopo l'armistizio di Cherasco e la pace di Parigi, nel Piemonte meridionale, affiorarono malcontenti e proteste tra la popolazione per la carestia, lo sproporzionato aumento dei prezzi dei generi di prima necessità e la presenza di tasse e balzelli ancora di derivazione feudale.
Gioachino Testa, insieme ad altri astigiani fu il fautore della Rivoluzione astigiana che porto alla proclamazione della Repubblica Astese il 28 luglio 1797.
Durante i pochi giorni della Repubblica, fece parte del Comitato per la forza armata.Tra i capi della rivoluzione con Gioachino Testa vi furono Secondo Arò (avvocato e proclamato presidente della repubblica), Felice Berruti (avvocato), Michele Peracchio (avvocato), Giacinto Paglieri (causidico), Giuseppe Maria Poncini (causidico), Giacomo Gardini(causidico), Francesco Morando (causidico), Filippo Massa (causidico), Ludovico Riccardi (panettiere), Giovan Battista Testa (oste), Vincenzo Aimasso (macellaio).
Dopo appena tre giorni i controrivoluzionari, aiutati anche da molti contadini della provincia fedeli al re, fecero cadere la neonata repubblica.
Il Testa venne catturato e fu fucilato insieme a Giovanni Secondo Berruti il 3 agosto 1797 da parte delle regie truppe presso i bastioni di piazza d'armi (l'odierna piazza Libertà).